# Therates sausai
Therates sausai (лат.) — вид жуков-скакунов рода Therates из семейства жужелицы (Carabidae). Назван в честь O. Šauša, коллектора типовой серии.

## Распространение
Индия (Meghalaya).

## Описание
Длина от 6,2 до 8,1 мм. Тело с металлическим блеском. От близких видов отличается сочетанием коричневатых вентритов и черноватого цвета верхней губы. Голова блестящая зеленовато-чёрная. Мандибулы желтоватые, зубцы по краю буроватые. Верхняя губа одинаковой ширины и длины, затемнённая, с шестью вершинными зубцами и одним боковым зубцом. Губные и максиллярные щупики желтоватые. Наличник голый. Лоб гладкий. Переднеспинка блестящая зеленовато-чёрная, длиннее своей ширины, сужена спереди и сзади. Надкрылья блестящие коричневато-чёрные с коричневато-жёлтыми отметинами. Брюшная сторона буровато-чёрная. Ноги желтоватые, голени и лапки несколько затемнены дистально. Длина эдеагуса 1,7 мм.